# Puščava, Lovrenc na Pohorju
Puščava este o localitate din comuna Lovrenc na Pohorju, Slovenia, cu o populație de 70 de locuitori.